# Зеглер, Рэйчел
Рэйчел Энн Зеглер (англ. Rachel Anne Zegler, /ˈzɛɡlər/;  род. 3 мая 2001) —  американская актриса и певица. За дебютную роль Марии Васкес в экранизации мюзикла «Вестсайдская история» получила премию «Золотой глобус» в категории «Лучшая актриса — мюзикл или комедия», став самой юной победительницей в возрасте 20 лет и первой актрисой колумбийского происхождения, удостоенной награды. Она была включена в список Forbes «Forbes 30 Under 30».

## Биография
Рейчел Зеглер родилась 3 мая 2001 года в Хакенсаке, Нью-Джерси, в семье Джины и Крейга Зеглер. Она была названа в честь вымышленной героини Рэйчел Грин из телесериала «Друзья». У нее есть старшая сестра Жаклин. Её мать колумбийского происхождения. Бабушка по материнской линии иммигрировала из Колумбии в США в 1960-х годах. Её отец польского происхождения.
Зеглер выросла в Клифтоне, штат Нью-Джерси, где она посещала школу Апостола Филиппа. Затем она училась в католической подготовительной школе Immaculate Conception High School. Она окончила среднюю школу 2 июня 2019 года.
Зеглер начала свою карьеру, сыграв главную роль в нескольких мюзиклах во время учёбы, в том числе сыграла Белль в мюзикле «Красавица и чудовище» (2016), Ариэль в мюзикле «Русалочка» (2017), Дороти Брок в «42-й улице» (2018) и принцессу Фиону в мюзикле «Шрек» (2019). За все четыре спектакля она получила номинации на премию Метро в категории «Актриса» в категории «Лучшая роль». Другие ее роли включают Серену в мюзикле «Блондинка в законе», Козетту в «Отверженных» и Милли в «Тщательно современной Милли».
Канал Зеглер на YouTube активен с июля 2015 года и привлёк внимание. По состоянию на 2022 год видео Зеглер, где она поет песню «Shallow» из фильма «Звезда родилась», собрало более 12,2 миллиона просмотров в «Twitter».
В январе 2018 года режиссёр Стивен Спилберг опубликовал открытый кастинг через «Twitter» для новой экранизации «Вестсайдской истории». Зеглер, которой тогда было 16 лет, ответила на твиты о кастинге видео, где она поет песни «Tonight» и «I Feel Pretty»; она исполнила эту роль в Бергенском центре исполнительских искусств в 2017 году. Зеглер была выбрана из более чем 30 000 претендентов на роль Марии, что ознаменовало её дебют в кино. Фильм был выпущен в декабре 2021 года[25] и получил признание критиков и зрителей. За свою работу она получила номинацию на премию «Critics’ Choice Movie Award» за лучшую молодую исполнительницу и выиграла премию «Золотой глобус» за лучшую женскую роль — комедия или мюзикл, что сделало её первой актрисой колумбийского происхождения, победившей в этой категории, а также самой молодой победительницей в этой категории в 20 лет.
В 2023 году появилась в супергеройском фильме «Шазам! Ярость богов» в роли Антеи и также сыграла Люси Грей Бэрд в фильме «Голодные игры: Баллада о змеях и певчих птицах».
Зеглер сыграла Белоснежку вместе с Галь Гадот в роли Злой королевы в фильме по мотивам диснеевского мультфильма 1937 года и озвучила главную героиню в мультфильме «Очарованная» (2024) режиссёра Вики Дженсон. В марте 2023 года стало известно об участии актрисы в комедии «Миллениум», разрабатываемой компанией «A24».
Фильм «Белоснежка» 2025 года стал коммерческим провалом компании Дисней, что обозреватели связали с радикально антисемитско-антиизраильскими заявлениями актрисы до премьеры.